# BORA-hansgrohe/2021
Deze pagina geeft een overzicht van de UCI World Tour wielerploeg BORA-hansgrohe in 2021.

## Algemeen
Algemeen manager: Ralph Denk
Teammanager: Enrico Poitschke
Ploegleiders: Helmut Dollinger, Jean-Pierre Heynderickx, Christian Pömer, Steffen Radochla, Christian Schrot, André Schulze, Sylwester Szmyd, Ján Valach, Jens Zemke
Fietsmerk: Specialized

## Renners
| Naam                  | Geboortedatum | Nationaliteit       | Ploeg 2020              |
| --------------------- | ------------- | ------------------- | ----------------------- |
| Pascal Ackermann      | 17-01-1994    | Duitsland           |                         |
| Giovanni Aleotti      | 25-05-1999    | Italië              | Cycling Team Friuli ASD |
| Erik Baška            | 12-01-1994    | Slowakije           |                         |
| Cesare Benedetti      | 03-08-1987    | Italië              |                         |
| Maciej Bodnar         | 07-03-1985    | Polen               |                         |
| Emanuel Buchmann      | 18-11-1992    | Duitsland           |                         |
| Marcus Burghardt      | 30-06-1983    | Duitsland           |                         |
| Matteo Fabbro         | 10-04-1995    | Italië              |                         |
| Patrick Gamper        | 18-02-1997    | Oostenrijk          |                         |
| Felix Großschartner   | 23-12-1993    | Oostenrijk          |                         |
| Lennard Kämna         | 09-09-1996    | Duitsland           |                         |
| Wilco Kelderman       | 25-03-1991    | Nederland           | Team Sunweb             |
| Patrick Konrad        | 13-10-1991    | Oostenrijk          |                         |
| Martin Laas           | 15-09-1993    | Estland             |                         |
| Jordi Meeus           | 01-07-1998    | België              | SEG Racing Academy      |
| Daniel Oss            | 13-01-1987    | Italië              |                         |
| Anton Palzer *        | 11-03-1993    | Duitsland           |                         |
| Nils Politt           | 06-03-1994    | Duitsland           | Israel Cycling Academy  |
| Lukas Pöstlberger     | 10-02-1992    | Oostenrijk          |                         |
| Juraj Sagan           | 23-12-1988    | Slowakije           |                         |
| Peter Sagan           | 26-01-1990    | Slowakije           |                         |
| Maximilian Schachmann | 09-01-1994    | Duitsland           |                         |
| Ide Schelling         | 06-02-1998    | Nederland           |                         |
| Andreas Schillinger   | 13-07-1983    | Duitsland           |                         |
| Michael Schwarzmann   | 07-01-1991    | Duitsland           |                         |
| Rüdiger Selig         | 19-02-1989    | Duitsland           |                         |
| Matthew Walls         | 20-04-1998    | Verenigd Koninkrijk | -                       |
| Frederik Wandahl      | 09-05-2001    | Denemarken          | -                       |
| Ben Zwiehoff          | 22-02-1994    | Duitsland           | -                       |

* Per 1 april 2021

### Vertrokken
| Naam              | Geboortedatum | Nationaliteit | Ploeg 2021        |
| ----------------- | ------------- | ------------- | ----------------- |
| Jempy Drucker     | 03-09-1986    | Luxemburg     | Cofidis           |
| Oscar Gatto       | 01-01-1985    | Italië        | gestopt           |
| Rafał Majka       | 12-09-1989    | Polen         | UAE Team Emirates |
| Jay McCarthy      | 08-09-1992    | Australië     | onbekend          |
| Gregor Mühlberger | 04-04-1994    | Oostenrijk    | Movistar Team     |
| Paweł Poljański   | 05-06-1990    | Polen         | gestopt           |

## Overwinningen
| Nationale kampioenschappen wielrennen Duitsland - wegwedstrijd: Maximilian Schachmann Oostenrijk - wegwedstrijd: Patrick Konrad Polen - tijdrit: Maciej Bodnar Slowakije - wegwedstrijd: Peter Sagan Parijs-Nice Eindklassement: Maximilian Schachmann Ronde van Catalonië 5e etappe: Lennard Kämna 6e etappe: Peter Sagan Ronde van de Alpen 5e etappe: Felix Großschartner Ronde van Romandië 1e etappe: Peter Sagan | Ronde van Hongarije 2e etappe: Jordi Meeus Ronde van Italië 10e etappe: Peter Sagan Puntenklassement: Peter Sagan Critérium du Dauphiné 2e etappe: Lukas Pöstlberger GP Kanton Aargau Ide Schelling Sibiu Cycling Tour Proloog: Pascal Ackermann 1e etappe: Giovanni Aleotti 3e etappe: Pascal Ackermann Eindklassement: Giovanni Aleotti Ronde van Frankrijk 12e etappe: Nils Politt 16e etappe: Patrick Konrad | Settimana Ciclistica Italiana 2e etappe: Pascal Ackermann 3e etappe: Pascal Ackermann 5e etappe: Pascal Ackermann Arctic Race of Norway 2e etappe: Martin Laas Ronde van Noorwegen 4e etappe: Matthew Walls Ronde van Duitsland 1e etappe: Pascal Ackermann 3e etappe: Nils Politt Eindklassement: Nils Politt Ronde van Slowakije Eindklassement: Peter Sagan Gran Piemonte Matthew Walls Parijs-Bourges Jordi Meeus |

2010 · 2011 · 2012 · 2013 · 2014 · 2015 · 2016 · 2017 · 2018 · 2019 · 2020 · 2021 · 2022 · 2023 · 2024 · 2025
AG2R-Citroën · Astana-Premier Tech · Bahrain-Victorious · BORA-hansgrohe · Cofidis, Solutions Crédits · Deceuninck–Quick-Step · EF Education-Nippo · Groupama-FDJ · INEOS Grenadiers · Intermarché-Wanty-Gobert Matériaux · Israel Start-Up Nation · Lotto Soudal · Movistar Team · Team BikeExchange · Team DSM · Team Jumbo-Visma · Team Qhubeka NextHash · Trek-Segafredo · UAE Team Emirates